# Daniel Burley Woolfall
Daniel Burley Woolfall (15. juni 1852 - 24. oktober 1918) var FIFA's anden præsident fra 4. juni 1906 til 1918. Han var med til at organisere fodboldturneringen under sommer-OL 1908. Det var under Woolfall, at den første ikke-europæiske nation - nemlig Sydafrika - meldte sig ind i FIFA og han gennemførte, at man fulgte de samme regler overalt i verden. De blev dog først gennemført efter hans død pga. første verdenskrig.